# Danielle George
Danielle Amanda George MBE (née Kettle; Newcastle upon Tyne, 1975) é professora de engenharia de rádio frequência na School of Electrical and Electronic Engineering da Universidade de Manchester.

## Educação
Danielle George passou a infância em Newcastle upon Tyne e frequentou a Kenton School e estudou na Universidade de Liverpool, onde obteve um grau de Bachelor of Science em astrofísica.
Após obter o grau de Master of Science na School of Physics and Astronomy, University of Manchester, trabalhou no Observatório Jodrell Bank. Obteve um PhD na Universidade de Manchester.

## Prêmios e honrarias
George conferenciou na Royal Institution Christmas Lectures em 2014. É a sexta mulher em 189 anos a apresentar a Christmas lectures, depois de Susan Greenfield (1994), Nancy Rothwell (1998), Monica Grady (2003), Sue Hartley  (2009) e Alison Woollard (2013).
Danielle George foi apontada Member of the Most Excellent Order of the British Empire (MBE).